# Библиотека имени А. С. Пушкина (Евпатория)
Центральная городская библиотека им. А. С. Пушкина — главная библиотека в г. Евпатория, одна из старейших постоянно действующих библиотек Крыма. Здание библиотеки построенное в 1911—1912 годы по проекту архитектора П. Я. Сеферова — памятник архитектуры, объект культурного наследия регионального значения.

## История
Идея строительства публичной, то есть бесплатной библиотеки впервые возникла в 1911 году: гласный городской думы С. Э. Дуван предложил таким образом увековечить память об исторической дате 19 февраля 1861 года — дне отмены крепостного права в России. С. Э. Дуван представил на рассмотрение проект и план строения, а также указал наиболее благоприятное место для будущей библиотеки — участок с восточной стороны Театральной площади. Кроме того, он изъявил желание выстроить и оборудовать здание библиотеки полностью за свой счёт. Весь нелёгкий труд по проектированию здания и наблюдению за его сооружением принял на себя совершенно безвозмездно архитектор П. Я. Сеферов. Здание было возведено уже в 1912 году и обошлось С. Э. Дувану в 25 тысяч рублей.
6 сентября 1913 года комиссия по народному образованию одобрила каталог книг по разным отраслям знаний, которые необходимо было приобрести для фондов библиотеки — всего около 1,5 тысячи наименований. После этого С. Э. Дуван лично закупил их и отдал в переплёт в Киев. Своему новорождённому детищу он также пожертвовал значительную часть личной библиотеки.
Инициатива С. Э. Дувана вдохновила многих горожан, которые решили выделить собственные средства на оборудование библиотеки и приобретение книг. Среди них — Б. И. Казас, И. Б. Шишман, М. И. Шарогородский, Л. Я. Сеферов, А. И. Васильев. Зодчий П. Я. Сеферов не только выделил на нужды библиотеки 1000 рублей, но и принёс ей в дар около 100 томов писателей-классиков. 252 ценнейшие книги подарил новоявленному учреждению культуры бывший учитель С. Ф. Федоров; среди этих книг, сохранившихся в библиотеке и доныне, — энциклопедический словарь Брокгауза и Эфрона.
29 октября 1913 году местное самоуправление приняло библиотеку в своё ведение и уполномочило управу просить разрешение присвоить ей имя императора Александра II. Интересно, что одним из главных направлений деятельности библиотеки, построенной в основном по инициативе и на средства евпаторийских караимов, должно было стать широкое освещение общественной и культурной жизни караимского народа, распространение сведений о нём.
Торжественное открытие и освящение публичной библиотеки состоялось 14 июля 1916 года, вскоре после посещения Евпатории семьёй императора Николая II. К сожалению, архитектор П. Я. Сеферов не дожил до этого дня.
Уже через три месяца после открытия библиотека насчитывала 1100 читателей. Это неудивительно, что в городе с 27-тысячным населением было целых 32 учебных заведения, в том числе полная мужская и женская гимназии, частная школа, единственное в России караимское духовное училище, татарское медресе. Первой заведующей публичной библиотекой была назначена Н. Н. Ромодина, её помощницей — Б. А. Шамаш, возглавившая затем это учреждение в 1920—1922 годах. Фонд библиотеки равнялся 3000 томов и продолжал пополняться, так как С. Э. Дуван, избранный в 1915 году городским головой, изыскал возможность субсидировать библиотеку в сумме 3000 рублей ежегодно.
За годы революции и гражданской войны библиотека пережила много потрясений: вместе с городом она попеременно попадала в руки то белым, то красным, и при этом безвозвратно теряла свои фонды. Библиотекари работали при почти полном отсутствии денег и топлива. Затем жизнь постепенно стала налаживаться. Уже в 1924 году при библиотеке была организована литературно-художественная студия «Горн», устраивались публичные лекции, доклады, литературные турниры, выпускались даже книги с произведениями членов студии. В 1937 году к 100-летию смерти поэта библиотеке было присвоено имя А. С. Пушкина.
Во время немецко-фашистской оккупации книжный фонд был сохранён лишь чудом — его, с риском для жизни, спасли энтузиасты библиотеки.
Большая часть редких книг не смогла удержаться в родных стенах. Многие дореволюционные издания с особо красивыми переплётами были переданы в Алупкинский дворец, часть фонда попала в запасники Республиканской библиотеки им. И. Франко, уникальные краеведческие издания стали собственностью Евпаторийского краеведческого музея.
В 1950-е годы в библиотеке работали: А. В. Трофимова, Т. С. Фуки, Т. А. Рассказчикова, М. А. Аккуратова, М. Н. Смирнова; воспоминания об этих годах оставила библиотекарь В. А. Кузьминская. Библиотека сотрудничала с находившейся рядом музыкальной школой, педагоги и учащиеся которой часто выступали в читальном зале с концертами. Сотрудники передвижного отдела носили большие партии книг в военные госпитали, а также в промышленные артели города, на швейную фабрику. При библиотеке работал отдел иностранной литературы.
В 1974 году в стенах библиотеки возник городской клуб любителей поэзии. В его работе живейшее участие принимали сотрудники библиотеки Е. А. Бесхлебнова, В. И. Вовк, Л. А. Соловьева.
В 1975 году евпаторийские библиотеки объединились в централизованную систему, ядром которой стала Центральная городская библиотека им. А. С. Пушкина. Она получила статус административного и методического центра; при ней были созданы новые отделы: методический, библиографический, отдел комплектования и использования единого книжного фонда. Качество работы библиотеки повысилось, улучшился состав её фонда. Это время, когда библиотека стала проводить крупные массовые мероприятия в учебных заведениях города, на промышленных предприятиях, в санаториях и пансионатах.
В 80-е годы в библиотеке активно работал отдел Дружбы народов, а также литературно-музыкальная гостиная. Несколько лет здесь работало рериховское общество «Мир через культуру». Большой вклад в его деятельность внесла библиограф читального зала Н. Г. Бухольц. В библиотеке долгое время действовал музыкальный абонемент, созданный по инициативе заведующей читальным залом С. А. Журавлевой и знакомивший читателей с мировой музыкальной классикой. Библиотека по праву могла именоваться очагом культуры: здесь выступали поэты и прозаики из литературного объединения им. И. Сельвинского, евпаторийские композиторы и музыканты, устраивали выставки своих картин местные художники.
Во второй половине 80-х годов библиотека разрабатывает новую концепцию своего развития, суть которой заключается в следующем: библиотека — важная и неотъемлемая часть информационной системы общества. Было открыто ещё одно структурное подразделение — кабинет технической информации, в котором сосредоточивалась новая техническая и экономическая литература. Это была переходная ступень. Уже в начале 90-х годов центральная библиотека подошла к качественно новому этапу своего существования — она была превращена в библиотечно-информационный и культурно-просветительный центр. Теперь она самостоятельно организует свою деятельность, определяет формы и содержание сотрудничества с различными предприятиями, учреждениями, организациями. В связи с переходом экономики страны к рыночным отношениям и с интенсивным развитием предпринимательства кабинет технической информации, возглавляемый Л. А. Соловьевой, был перепрофилирован в сектор деловой информации. В настоящее время на его базе создан центр сбора, хранения и предоставления в пользование информации по вопросам местного самоуправления.
Именно в евпаторийской ЦГБ в 1994 году стартовала ежегодная Международная конференция «Библиотеки и ассоциации в меняющемся мире». Стало уже традиционным проведение выездных заседаний и семинаров этой конференции в стенах библиотеки им. А. С. Пушкина.
С середины 90-х годов и вплоть до нынешнего дня главной целью работы библиотеки является удовлетворение запросов, связанных с получением образования. Этому способствовало открытие в городе большого числа новых учебных заведений, в основном филиалов различных вузов. Изменение методик преподавания гуманитарных дисциплин и предметов социально-экономического цикла, нехватка необходимой литературы, её дороговизна — всё это активизировало самостоятельную работу студентов в библиотеке. Поэтому библиотека им. А. С. Пушкина приобрела статус центра информационно-библиографического обслуживания студентов.
В 2003 году, к 2500-летию Евпатории, была проведена реконструкция Центральной городской библиотеки, на её фасаде восстановлены две исторические надписи: «Городская публичная библиотека имени Императора Александра II» и «В память 50-летия освобождения крестьян от крепостной зависимости. Сооружена и оборудована на средства Семена Эзровича Дувана». Исполнительный комитет городского совета выступил с инициативой по сбору книг для библиотеки. Этот призыв не оставил горожан равнодушными: в течение одной только первой недели они подарили библиотеке 417 книг. Всего же в ходе благотворительного марафона было передано в дар 1376 экземпляров книг, в основном художественной литературы. Среди дарителей — представители исполкома (городской голова А. П. Даниленко, его заместители, руководители отделов и управлений), директора городских предприятий (С. А. Мамбетов, Л. Г. Белоущенко, Е. Д. Храновский, С. А. Громов, С. В. Коротченков, А. В. Меломед), семья Похвальных, евпаторийский врач, кандидат медицинских наук В. Л. Хрущев и многие другие. Итоги акции «Подари библиотеке книгу» были подведены в торжественной обстановке 29 августа 2003 года — одновременно с презентацией отреставрированной ЦГБ им. А. С. Пушкина.

## Библиотека сегодня
Сегодня Центральная городская библиотека им. А. С. Пушкина — самая значимая из всех библиотек города. В её фондах хранится более 45 000 экземпляров книг и периодических изданий. Она ежегодно подписывает 26 наименования журналов и газет. Фонд редких и ценных изданий насчитывает 600 экземпляров. Разрабатываются различные библиотечные программы, ведётся электронный каталог новых поступлений. Библиотека является средоточием культурной жизни Евпатории, центром общения и общественного информирования. Она открыта для сотрудничества с органами власти, различными учреждениями и организациями, международными фондами, средствами массовой информации. Библиотека видит свою миссию в оказании помощи жителям города в приобретении знаний на протяжении всей жизни, в удовлетворении разнообразных интересов горожан и гостей Евпатории.